# Sonic Jam
Sonic Jam (ソニック ジャム, Sonikku Jamu) est une compilation de jeux vidéo issus de la série Sonic the Hedgehog sortie sur Saturn en 1997. La compilation regroupe les versions Mega Drive de Sonic the Hedgehog, Sonic the Hedgehog 2, Sonic the Hedgehog 3, Sonic and Knuckles et un jeu inédit en 3D.

## Système de jeu
Après une courte séquence animée en image de synthèse et l'apparition du titre Sonic Jam, le joueur a le choix entre deux menus : Games et Sonic World.

### Le menuGames
Le joueur a le choix entre quatre émulations de jeux Sonic sortis sur Mega Drive.
- Sonic the Hedgehog
- Sonic the Hedgehog 2
- Sonic the Hedgehog 3
- Sonic and Knuckles

Sur la version européenne du jeu, les titres ci-dessus sont identiques aux versions japonaises, sauf que cela tourne en 50 Hz. Il y a donc les habituelles bandes noires en haut et en bas de l'écran.
Pour le premier Sonic, les musiques sont plus rapides, comme dans la version japonaise, et quand le héros se retrouve sous l'eau dans le niveau Labyrinth Zone il y a une distorsion de l'image, ce qui n'était pas le cas dans la version européenne.
Les bugs graphiques des versions d'origines sont corrigés. Par exemple, le mode 2 joueurs en écran partagé du deuxième Sonic n'a ici aucun ralentissement, ce qui était particulièrement gênant sur la version d'origine.

#### Le menu de sélection
Lors de la sélection des quatre titres, ces derniers sont présentés sous la forme d'une cartouche de jeu Mega Drive tout en 3D. Une fois la cartouche sélectionnée, un menu apparaît : 
- Game Start : Pour lancer la partie. Il y a le choix entre trois niveaux de difficultés : Normal, Easy et Original.

Dans le même menu, il y a aussi la possibilité de reprendre la partie en cours en choisissant Saved Game. La sauvegarde se fait automatiquement.
- Extra Game : Il y a dans ce mode, deux sous-menus : Time Attack et Special Stage.

Dans Time Attack, le joueur peut sélectionner un niveau et essayer de le finir dans un temps record. Tous les temps sont sauvegardés.
Dans Special Stage, le joueur accède directement à l'ensemble des stages bonus, avec un seul essai.
- Option : Pour le premier Sonic, on a la possibilité de désactiver le Spin Dash Attack, puisque ce mouvement avait fait son apparition que dès le second épisode. Pour chacun des jeux, il y a la possibilité de désactiver la minuterie.

Autre bonus, il y a aussi l'ensemble des manuels d'instruction en format numérique. Les pages tournent de façon très naturelle, comme s'il y avait le véritable document à l'écran. Ces derniers sont en version américaine et japonaise.

#### La combinaison entreSonic and Knuckleset les autres jeux
Cette fonction spécifique permet de jouer au jeu Sonic and Knuckles original ou de le combiner avec un autre jeu Sonic. Les mêmes cartouches présentées lors du menu de sélection s'emboitent dans une animation en 3D.
En choisissant Sonic and Knuckles, un écran de sélection s'affiche. Il suffit de choisir No Lock On pour jouer à Sonic and Knuckles seul ou de choisir un autre jeu pour jouer aux versions Sonic the Hedgehog 2 and Knuckles ou Sonic 3 and Knuckles.

### Le menuSonic World
Une fois le menu sélectionné, le joueur est projeté dans un monde tout en 3D. Il dirige Sonic dans une réplique de Green Hill Zone, le premier niveau de Sonic the Hedgehog. Il y trouve des anneaux, des plates-formes, des lampadaires, ... En fait, tout ce qui se trouve normalement dans un niveau classique du jeu.
Cet univers contient quelques bonus pour les fans. Tout d'abord, Miles "Tails" Prower vole un peu partout dans le niveau. Le joueur peut aussi trouver des moniteurs qui lui révélera les différents codes de Sonic the Hedgehog et de Sonic the Hedgehog 2, comme la sélection du niveau, parmi d'autres.

#### Les défis
Le joueur a aussi la possibilité de se lancer un défi à lui-même en essayant de ramener les objets qu'un tableau lui demande, dans un temps record.
Ci-dessous la liste des défis demandés :
- Attraper 20 anneaux en moins de 60 secondes
- Toucher trois lampadaires Rouges en moins de 60 secondes.
- Attraper 50 anneaux en moins de 60 secondes
- Toucher "Tails" en moins de 90 secondes
- Toucher 5 lampadaires Bleus en moins de 90 secondes
- Trouver les sept petits moniteurs en moins de 120 secondes.
- Faire exploser en sautant dessus, les 3 Ballons géants en moins de 120 secondes.
- attraper 100 anneaux en moins de 150 secondes.

#### Les bâtiments présentés dansSonic World
Dans Sonic World, le fan peut revivre les années de jeunesse de Sonic. Car tout au long du niveau, il peut entrer dans des bâtiments évoquant son passé.
Voici la liste des bâtiments et ce qui s' y trouve :
- Character House : Dans cette maison, il y a beaucoup de renseignements intéressants sur Sonic et ses amis. Il s'y trouve un album de dessins du gang ou d'autres objets intéressant, ainsi que leur carte d'identité présentant âge, passion, etc.

Le bâtiment a deux entrées : une pour Sonic et ses amis et une autre pour Robotnik et ses Badnicks.
- Music Shop : Dans l'atelier de musique se trouvent les différents morceaux des jeux Sonic présents dans cette compilation.
- Movie Theater : Ici la possibilité de visionner des publicités japonaises des jeux Sonic sur Mega Drive, Game Gear et Mega-CD, des courts métrages et des bandes annonces sur les OAV de Sonic the Hedgehog: The Movie.
- Art Gallery : Ici différents diaporamas sur Sonic et ses amis.
- Hall of Fame : L'historique de Sonic de A à Z, depuis sa naissance jusqu'en 1997.